# 시사전망대
시사전망대는 SBS 러브FM에서 방송했던 라디오 시사 프로그램이다.

## 역사
1991년 3월 20일 SBS AM 개국과 함께 《서울전망대》라는 제목으로 첫방송을 시작해, 1999년 1월 1일 SBS 표준FM 개국과 함께 《SBS 전망대》로 제목이 변경됐다가, 2016년 7월 4일부터 "시사전망대"로 제목이 변경되었고, 2017년 9월 1일부터 "뉴스브리핑"과 분리, 기존의 아침 시간대에서 평일 저녁 6시 5분으로 시간대를 이동했으며, 이후 2018년 9월 10일부터 평일 오후 2시 20분으로 시간대를 이동했으나, 2019년 7월 8일 이후 28년 만에 방송을 마지막으로 폐지되었다.

## 청취 가능 지역
이 프로그램은 방송 초기부터 2016년 5월 9일까지, 2018년 3월 26일부터 폐지 때까지 수도권에서만 라디오를 통해 청취가 가능했으며, 다른 지역에서는 SBS 홈페이지의 러브FM 실시간 듣기 또는 인터넷 라디오 고릴라를 통해서만 청취가 가능했다. 네트워크망 구축 이후 2016년 5월 10일부터 2018년 3월 23일까지는 부산, 경남에서도 청취할 수 있었다.

## 역대 방송시간
| 방송 채널  | 방송 기간                          | 방송 시간                                                      | 제목       |
| ---------- | ---------------------------------- | -------------------------------------------------------------- | ---------- |
| SBS 러브FM | 1991년 3월 20일 ~ 1992년 4월 4일   | 월~토요일 아침 7:35 ~ 아침 8:55                                | 서울전망대 |
| SBS 러브FM | 1992년 4월 6일 ~ 1994년 4월 2일    | 월~토요일 아침 7:30 ~ 아침 8:55                                | 서울전망대 |
| SBS 러브FM | 1994년 4월 4일 ~ 1994년 10월 29일  | 월~토요일 아침 7:20 ~ 아침 8:50, 월~토요일 저녁 6:20 ~ 밤 8:00 | 서울전망대 |
| SBS 러브FM | 1994년 10월 31일 ~ 1996년 3월 30일 | 월~토요일 아침 7:20 ~ 아침 8:50                                | 서울전망대 |
| SBS 러브FM | 1996년 4월 1일 ~ 1998년 12월 31일  | 월~토요일 아침 6:10 ~ 아침 7:50                                | 서울전망대 |
| SBS 러브FM | 1999년 1월 1일 ~ 2001년 3월 31일   | 월~토요일 아침 6:30 ~ 아침 8:00                                | SBS 전망대 |
| SBS 러브FM | 2003년 4월 7일 ~ 2003년 10월 11일  | 월~토요일 아침 6:30 ~ 아침 8:00                                | SBS 전망대 |
| SBS 러브FM | 2001년 4월 2일 ~ 2003년 4월 5일    | 월~토요일 아침 6:05 ~ 아침 8:00                                | SBS 전망대 |
| SBS 러브FM | 2003년 10월 13일 ~ 2006년 4월 8일  | 월~토요일 아침 6:05 ~ 아침 8:00                                | SBS 전망대 |
| SBS 러브FM | 2006년 4월 10일 ~ 2007년 4월 28일  | 월~토요일 아침 6:15 ~ 아침 8:00                                | SBS 전망대 |
| SBS 러브FM | 2007년 4월 30일 ~ 2008년 3월 29일  | 월~토요일 아침 6:10 ~ 아침 8:00                                | SBS 전망대 |
| SBS 러브FM | 2008년 3월 31일 ~ 2009년 2월 28일  | 월~토요일 아침 7:10 ~ 아침 9:00                                | SBS 전망대 |
| SBS 러브FM | 2011년 4월 4일 ~ 2011년 11월 19일  | 월~토요일 아침 7:10 ~ 아침 9:00                                | SBS 전망대 |
| SBS 러브FM | 2009년 3월 1일 ~ 2009년 4월 12일   | 매일 아침 6:05 ~ 아침 8:00                                     | SBS 전망대 |
| SBS 러브FM | 2011년 1월 17일 ~ 2011년 4월 3일   |                                                                | SBS 전망대 |
| SBS 러브FM | 2009년 4월 13일 ~ 2011년 1월 16일  | 매일 아침 6:05 ~ 아침 7:45                                     | SBS 전망대 |
| SBS 러브FM | 2011년 11월 21일 ~ 2013년 8월 10일 | 월~토요일 아침 7:10 ~ 아침 8:00                                | SBS 전망대 |
| SBS 러브FM | 2013년 8월 12일 ~ 2016년 3월 26일  | 월~토요일 아침 6:00 ~ 아침 8:00                                | SBS 전망대 |
| SBS 러브FM | 2016년 3월 28일 ~ 2016년 7월 2일   | 월~토요일 아침 6:05 ~ 아침 8:00                                | SBS 전망대 |
| SBS 러브FM | 2016년 7월 4일 ~ 2016년 8월 20일   | 월~토요일 아침 6:05 ~ 아침 8:00                                | 시사전망대 |
| SBS 러브FM | 2016년 8월 22일 ~ 2017년 8월 31일  | 월~토요일 아침 6:20 ~ 아침 8:00                                | 시사전망대 |
| SBS 러브FM | 2017년 9월 1일 ~ 2018년 9월 8일    | 월~토요일 저녁 6:05 ~ 밤 8:00                                  | 시사전망대 |
| SBS 러브FM | 2018년 9월 10일 ~ 2019년 7월 8일   | 월~토요일 오후 2:20 ~ 오후 4:00                                | 시사전망대 |

## 역대 진행자

### 서울전망대
- 1991년 3월 20일 ~ 1993년 10월 30일 : 김종찬 시사평론가 (1차)
- 1993년 11월 1일 ~ 1994년 4월 2일 : 권오승 논설위원
- 1994년 4월 4일 ~ 1994년 10월 29일 : 김종찬 시사평론가 (아침), 홍철훈 박사, 김성경 아나운서 (저녁)
- 1994년 10월 31일 ~ 1998년 12월 31일 : 김종찬 시사평론가 (2차)

### SBS 전망대
- 1999년 1월 1일 ~ 2001년 3월 31일 : 봉두완 교수
- 2001년 4월 2일 ~ 2001년 10월 20일 : 박재창 교수
- 2001년 10월 22일 ~ 2002년 4월 13일 : 이인원 시사평론가
- 2002년 4월 15일 ~ 2003년 4월 5일 : 박경재 변호사
- 2003년 4월 7일 ~ 2004년 10월 16일 : 정진홍 교수
- 2004년 10월 18일 ~ 2005년 2월 12일 : 하남신 논설위원
- 2005년 2월 14일 ~ 2005년 4월 30일 : 엄광석 논설위원
- 2005년 5월 2일 ~ 2006년 4월 29일 : 진중권 교수
- 2006년 5월 1일 ~ 2006년 11월 4일 : 최광기 방송인
- 2006년 11월 6일 ~ 2007년 4월 28일 : 김신명숙 박사
- 2007년 4월 30일 ~ 2008년 8월 2일 : 백지연 방송인
- 2008년 8월 4일 ~ 2009년 2월 28일 : 김민전 교수
- 2009년 3월 1일 ~ 2009년 12월 20일 : 이승열 부국장
- 2009년 12월 21일 ~ 2011년 4월 3일 : 서두원 부국장
- 2009년 3월 1일 ~ 2009년 10월 25일 : 한수진 선임기자
- 2009년 10월 26일 ~ 2011년 4월 3일 : 최영주 아나운서
- 2011년 4월 4일 ~ 2012년 12월 15일 : 김소원 아나운서
- 2012년 12월 17일 ~ 2016년 7월 2일 : 한수진 선임기자

### 시사전망대
- 2016년 7월 4일 ~ 2016년 8월 20일 : 한수진 선임기자
- 2016년 8월 22일 ~ 2017년 8월 31일 : 박진호 기자
- 2017년 9월 1일 ~ 2019년 7월 3일 : 김성준 논설위원
- 2019년 7월 4일 ~ 2019년 7월 8일 : 이재익 PD

## 타이틀 변천사
| 역대 (대수) | 타이틀                                  | 방송 기간                           |
| ----------- | --------------------------------------- | ----------------------------------- |
| 1, 3대      | 김종찬의 서울전망대                     | 1991년 3월 20일 ~ 1998년 12월 31일  |
| 2대         | 권오승의 서울전망대                     | 1993년 11월 1일 ~ 1994년 4월 2일    |
| 4대         | 봉두완의 SBS 전망대                     | 1999년 1월 1일 ~ 2001년 3월 31일    |
| 5대         | 박재창의 SBS 전망대                     | 2001년 4월 2일 ~ 2001년 10월 20일   |
| 6대         | 이인원의 SBS 전망대                     | 2001년 10월 22일 ~ 2002년 4월 13일  |
| 7대         | 박경재의 SBS 전망대                     | 2002년 4월 15일 ~ 2003년 4월 5일    |
| 8대         | 정진홍의 SBS 전망대                     | 2003년 4월 7일 ~ 2004년 10월 16일   |
| 9대         | 하남신의 SBS 전망대                     | 2004년 10월 18일 ~ 2005년 2월 10일  |
| 10대        | 엄광석의 SBS 전망대                     | 2005년 2월 11일 ~ 2005년 4월 30일   |
| 11대        | 진중권의 SBS 전망대                     | 2005년 5월 2일 ~ 2006년 4월 29일    |
| 12대        | 최광기의 SBS 전망대                     | 2006년 5월 1일 ~ 2006년 11월 4일    |
| 13대        | 김신명숙의 SBS 전망대                   | 2006년 11월 6일 ~ 2007년 4월 28일   |
| 14대        | 백지연의 SBS 전망대                     | 2007년 4월 30일 ~ 2008년 8월 2일    |
| 15대        | 김민전의 SBS 전망대                     | 2008년 8월 4일 ~ 2009년 2월 28일    |
| 16대        | 이승열의 SBS 전망대 한수진의 SBS 전망대 | 2009년 3월 1일 ~ 2009년 10월 25일   |
| 17대        | 이승열의 SBS 전망대 최영주의 SBS 전망대 | 2009년 10월 26일 ~ 2009년 12월 20일 |
| 18대        | 서두원의 SBS 전망대 최영주의 SBS 전망대 | 2009년 12월 21일 ~ 2011년 4월 3일   |
| 19대        | 김소원의 SBS 전망대                     | 2011년 4월 4일 ~ 2012년 12월 15일   |
| 20대        | 한수진의 SBS 전망대                     | 2012년 12월 17일 ~ 2016년 7월 2일   |
| 21대        | 한수진의 시사전망대                     | 2016년 7월 4일 ~ 2016년 8월 20일    |
| 22대        | 박진호의 시사전망대                     | 2016년 8월 22일 ~ 2017년 8월 31일   |
| 23대        | 김성준의 시사전망대                     | 2017년 9월 1일 ~ 2019년 7월 3일     |
| 22대        | 시사전망대                              | 2019년 7월 4일 ~ 2019년 7월 8일     |
| 번외        | 홍철훈, 김성경의 서울전망대             | 1994년 4월 4일 ~ 1994년 10월 30일   |

## 역대 지역 민방 프로그램
- 2018년 3월 26일 ~ 2018년 9월 7일 (평일 저녁 6:05 ~ 밤 8:00)

| 프로그램        | 지역                 | 방송국 | 진행자 |
| --------------- | -------------------- | ------ | ------ |
| 이바구 스튜디오 | 부산광역시, 경상남도 | KNN    | 송인영 |

- 2018년 9월 10일 ~ 2019년 7월 8일 (평일 오후 2:20 ~ 오후 4:00)

| 프로그램               | 지역                 | 방송국 | 진행자 |
| ---------------------- | -------------------- | ------ | ------ |
| 강영운의 딱좋은 라디오 | 부산광역시, 경상남도 | KNN    | 강영운 |